# カタウロコゴケ
カタウロコゴケ（Mylia taylorii）は、ウロコゴケ目ウロコゴケ科に分類される苔類。北半球の温帯から亜寒帯にかけて広く分布する。

## 概要
日陰、または日の当たる湿った土壌の上に生育する。茎は直立、または斜上し、長さ3-6cm。葉は円形か広卵形、長さは1.6-2.4mm、幅は約1.5mm。葉には灰白色、卵形の油体を10-20個もつ。仮根は灰白色で、披針形の腹葉が仮根に隠れるようにして付く。
雌雄異株。

## 近縁種
同属のヌマカタウロコゴケやナメリカタウロコゴケ、イボカタウロコゴケと類似する。